# بنجوان

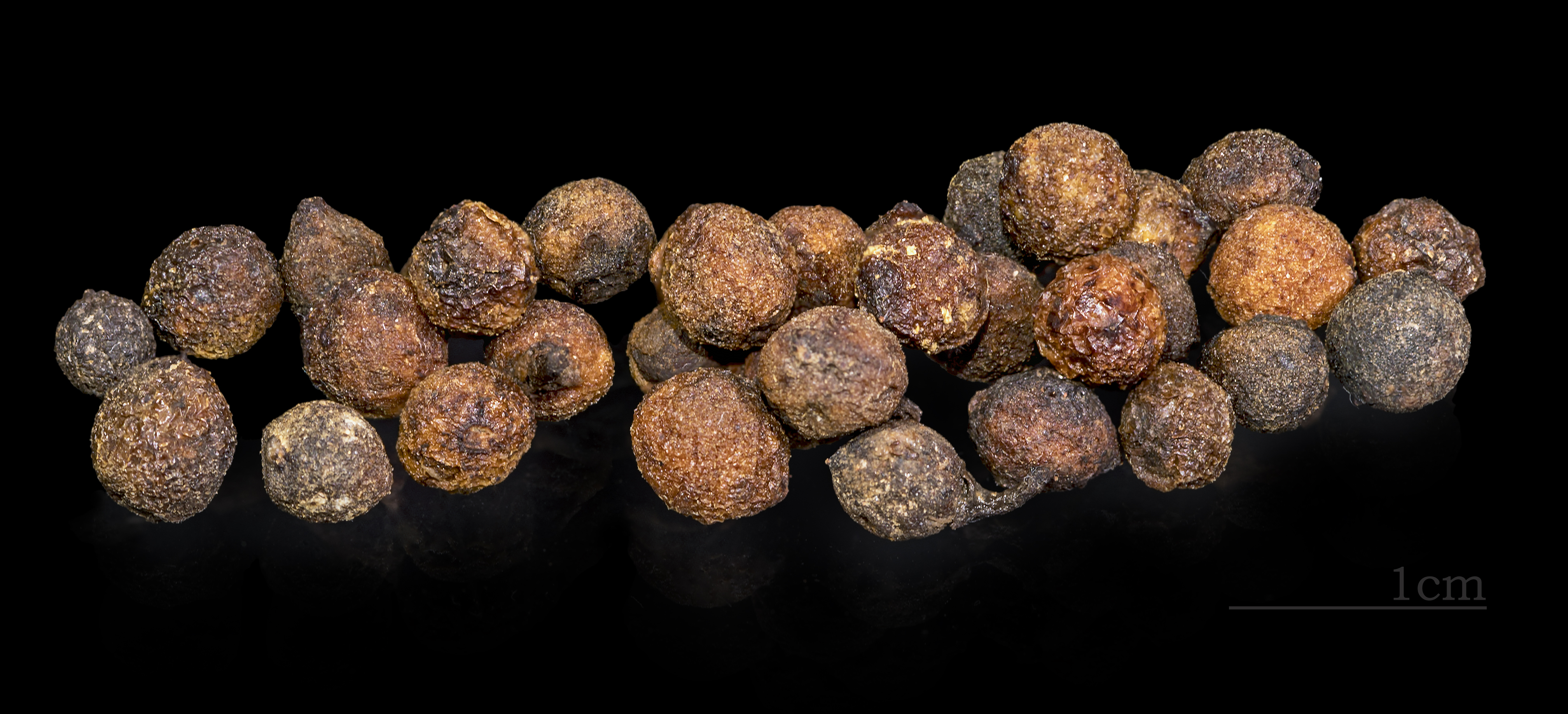
تستخدم الفواكه المجففة من أحد أنواع البنجوان تابلاً.

البَنْجُوان جنس أشجار وشجيرات تزينية من قصيلة الغاريات. أنواعه عديدة نحو 80-100  نوع معظمها موطنها شرق آسيا ولكن مع ثلاثة أنواع في شرق أمريكا الشمالية. الأنواع هي الشجيرات والأشجار الصغيرة. أوراقه عابلة متعاقبة. أزهاره ثنائية المسكن سداسية الفصل المتساوية، فُستُقيَّة اللون.

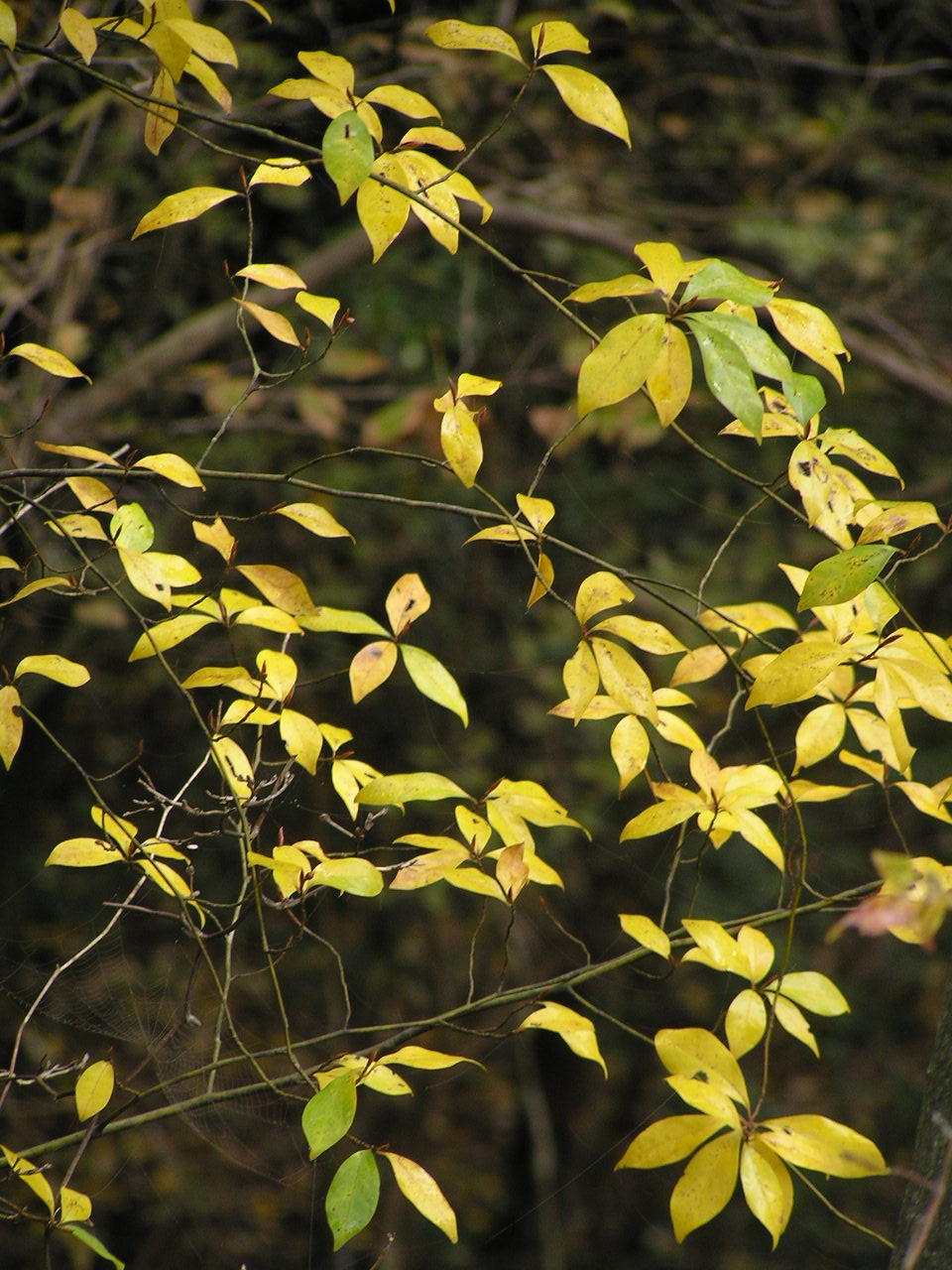
أحد أنواع البنجوان